# Suneung (examen)
Pour les articles homonymes, voir Suneung.

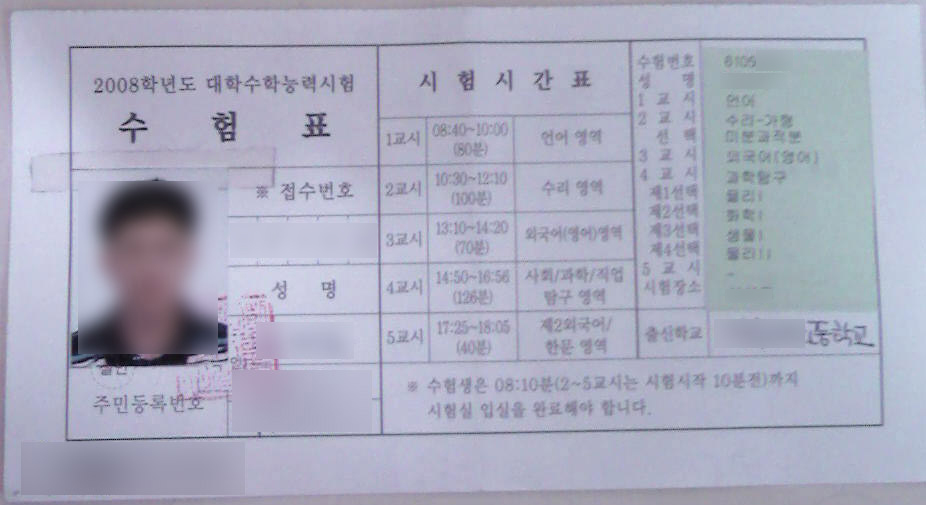
Tableau d'admission au suneung (année scolaire 2008).

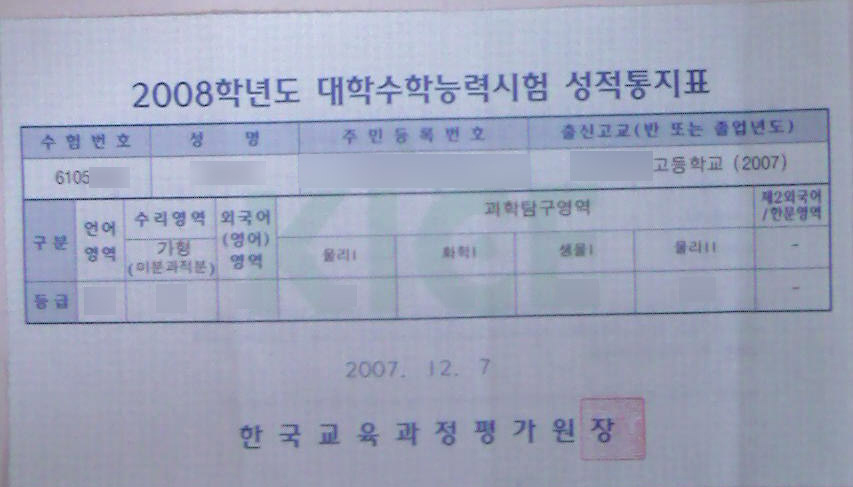
Résultats du suneung (année scolaire 2008).

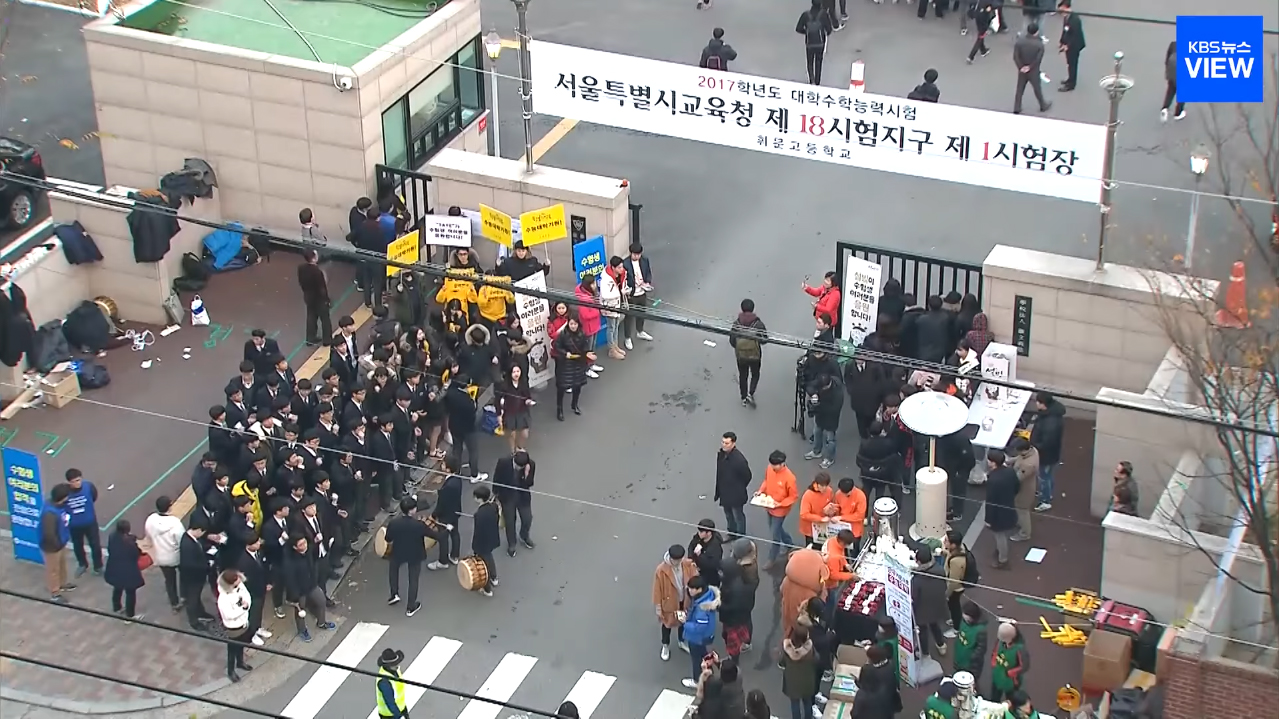
Le jour du suneung devant un bâtiment de l'examen en 2016.

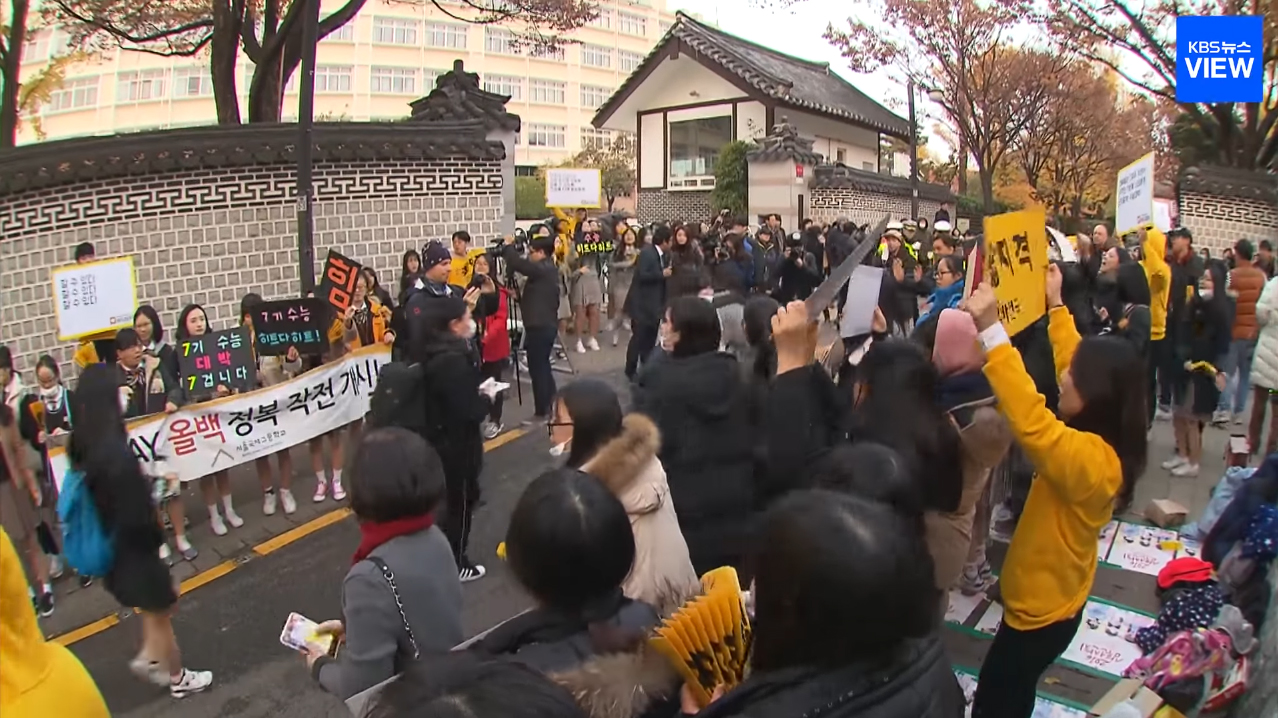
Soutien aux candidats du suneung en 2016.

Le suneung (hangeul : 수능), aussi appelé Test d'aptitude scolaire (대학수학능력시험) est un examen standardisé sur une base nationale et utilisé pour l'admission aux universités en Corée du Sud. Créé officiellement en 1994, il est géré par l'Institut coréen des programmes et évaluations. 
Ce fameux examen est une équivalence du baccalauréat français. 
Le test a lieu à chaque mois de novembre durant une journée unique, où environ 600 000 candidats sont évalués dans 5 matières.
Le suneung joue un rôle important dans le système éducatif sud-coréen, car il déterminera dans quelle université pourra entrer l'étudiant et est même décrit comme l' « opportunité de faire ou de briser son avenir ». 
L'impact culturel du test est immense : les horaires des bureaux sont décalés, des chantiers mis en pause, etc. La police est mobilisée pour aider les retardataires et, durant l'examen de langues, les avions ne décollent et n'atterrissent pas. Les véhicules de transports, les voitures, trains, métros etc. sont sommés de circuler lentement.
Le suneung est reconnu pour son efficience, ses facteurs méritocratiques, et ses résultats internationaux élevés. Il est critiqué pour la pression sociale qu'il induit sur les élèves (stress, dépression et suicide) et sur les parents (recours fréquent et coûteux à des cours particuliers), le résultat du test pouvant conditionner une vie.

## Histoire
Depuis la libération de la Corée en 1945, la Corée du Sud a changé ses méthodes d'admission aux universités à douze reprises. Certains affirment que le nombre de changements peut être étendu à seize. Les politiques mises en place allaient de l'autorisation aux universités de choisir eux-mêmes les étudiants, à l'interdiction des hagwons. Pour cette raison, les parents et les élèves ont eu des difficultés à s'adapter aux changements. Certains affirment que les changements constants montrent une instabilité du système ainsi qu'une extrême sensibilité de l'opinion publique au processus d'admission.
Les toutes premières méthodes d'admission aux universités laissaient le choix aux établissements concernés. Chaque université était autorisée à faire ce qu'elle voulait. La première forme de suneung apparaît au début des années 1960. Le Conseil suprême pour la reconstruction nationale établit une première forme du suneung de 1962 à 1963. Il s'agit d'un test de qualification pour les étudiants. Cependant, en raison du petit nombre d'étudiants ayant réussi les tests, les universités manquent rapidement d'étudiants. Le procédé est également critiqué pour avoir conduit à une sélection inefficace des étudiants. Pour cette raison, le gouvernement abandonne la politique de 1964 à 1968. Une politique similaire est adoptée en 1969 par la Troisième République de Corée du Sud. Le nouvel examen est appelé Examen préliminaire d'entrée au collège (대학입학예비고사). Cette politique reste essentiellement inchangée jusqu'en 1981,,.
En 1981, la politique est considérablement modifiée. Le nom du test est changé en Examen préliminaire des préparatifs d'études collégiales (대학예비고사). La politique de découpe est abandonnée. À ce moment, les hagwons, ou boîtes à bac, sont mis également hors-la-loi. En 1982, le nom du test est changé en Test de résistance à l'entrée au collège (대입학력고사),.
Le système actuel du suneung est établi en 1994, bien qu'il ait subi plusieurs révisions depuis lors,,. En 2004, le gouvernement de la Corée du Sud met en place une politique appelée « Proposition de changement d'admission au collège en 2008 » mais ne réussit pas à apporter des changements significatifs.

## Lesuneungpréliminaire
L'examen préliminaire du suneung a lieu à l’échelle nationale. Il est divisé en deux catégories : le test national et le test blanc.

### Le test national
Le test national (전국연합학력평가) est administré de la même manière que le suneung. Il est mis en place en 2002 pour alléger la dépendance aux tests privés. Les lycéens sud-coréens peuvent demander ce test, et ce sont les bureaux locaux d'éducation qui décident si le test est administré dans le district ou non. Normalement, tous les bureaux d'éducation à travers le pays participent au test national pour préparer les étudiants au suneung, par conséquent, le nombre de candidats est presque identique à celui du suneung. Les Bureaux métropolitains de l'éducation de Séoul, de Busan (pour les étudiants de première et deuxième années), de Gyeonggi-do, et d'Incheon créent les questions à tour de rôle. L'Institut coréen des programmes et évaluations est chargé du classement et de l'impression des bulletins.
La structure de base de cet examen est identique à celle du suneung. En mathématiques, études sociales, science, et langue seconde, l'étendue que couvrent les questions de l'examen est déterminée par le moment de sa tenue. Dans les cas des sections du coréen et d'anglais, les questions ne proviennent pas directement des manuels, mais sont toujours construites en accord avec le programme d'études.
En 2014, il y a eu quatre tests nationaux dans l'année. Cependant, ce n'était pas pour le même district, et il n'y a eu que deux examens pour les étudiants de première et deuxième années. Les tests nationaux ont lieu en juin et septembre, tandis que ceux pour les étudiants de première et deuxième années se tiennent en mars, juin, septembre et novembre, et les seniors passent des tests en mars, avril, juillet et octobre. Ces deux tests sont appropriés pour des évaluations relatives puisque le test préliminaire a plus de candidats que les tests privés. En outre, la composition du comité des examinateurs du test préliminaire est semblable à celle du sunueng, de sorte que les types de questions ressemblent à ceux du sunueng.
Institutions en charge
- mars : Bureau métropolitain de l'éducation de Séoul (seniors ; étudiants de première et deuxième années, 2006–2009, 2014), Bureau métropolitain de l'éducation de Busan (étudiants de première et deuxième années, 2010–2013)
- avril : Bureau de l'éducation de Gyeonggi-do (seniors, depuis 2003)
- juin : Bureau de l'éducation de Busan (étudiants de première et deuxième années, 2014), Bureau métropolitain de l'éducation de Séoul (étudiants de première et deuxième années, 2002–2004, 2010–2013; seniors, 2002), Bureau de l'éducation d'Incheon (étudiants de première et deuxième années 2005–2009)
- juillet : Bureau de l'éducation d'Incheon (seniors, depuis 2007), Bureau métropolitain de l'éducation de Séoul (2005)
- septembre : Bureau métropolitain de l'éducation d'Incheon (étudiants de première et deuxième années, depuis 2010), Bureau métropolitain de l'éducation de Séoul (étudiants de première et deuxième années, 2004–2008), Bureau métropolitain de l'éducation de Busan (étudiants de première et deuxième années, 2009)
- octobre : Bureau métropolitain de l'éducation de Séoul (seniors)
- novembre : Bureau de l'éducation de Gyeonggi-do (étudiants de première et deuxième années, sauf en 2003)
- décembre : Bureau métropolitain de l'éducation de Séoul (étudiants de première année, 2003)

### Le test blanc
Le test blanc (대학수학능력시험 모의평가) est administré par l'Institut coréen des programmes et évaluations, et contrairement au test national, toute personne qualifiée pour le suneung peut également postuler à ce test. Cet examen blanc est mis en place après que le suneung n'ait pas réussi à définir le niveau de difficulté approprié en 2001 et 2002. Il a lieu pour la première fois en 2002 et, au cours de ses premières années, ne se tient qu'une seule fois par an en septembre. À partir de 2004, il se tient deux fois par an, en juin et septembre. L'examen couvre tout le programme d'études des sections du coréen et de langue seconde. Pour les autres sections, il couvre les deux tiers de ce que couvre le suneung. Cependant, l'examen de septembre couvre tout dans chaque section, tout comme le suneung. Le nombre de questions et le temps de test par section sont les mêmes que ceux du suneung.

## Lesuneung

### Préparation des sujets
Le contenu du test est basé sur les manuels de référence nationaux et conçu pour inciter à la réflexion. L'Institut coréen des programmes et évaluations est officiellement chargé d'administrer le test, de son budget et de ses résultats. Les problèmes sont créés par des membres de l'Institut des professeurs de niveau universitaire et des enseignants du secondaire. 
Il y a deux groupes impliqués dans la création des problèmes, le groupe « création des problèmes » et le groupe « vérification des problèmes ». Le premier groupe est principalement constitué de professeurs, bien que les enseignants du secondaire aient été inclus en 2000. Le dernier groupe est composé uniquement d'enseignants du secondaire. Ceux qui travaillent sur les problèmes signent un accord de non-divulgation directement avec l'Institut. En 2012, il y a un total de 696 membres du personnel impliqués dans les problèmes. Un membre du groupe travaillant sur les problèmes est payé environ 300 $ par jour. 
Pour préparer les sujets, le groupe effectue une retraite d'un mois dans la province de Gangwon ; ils sont alors coupés du monde. Le secret est tel que les professeurs choisis ne font pas part à leurs collègues de cette sélection ; ils indiquent plutôt qu'ils partent en vacances.

### Organisation de la journée d'examen

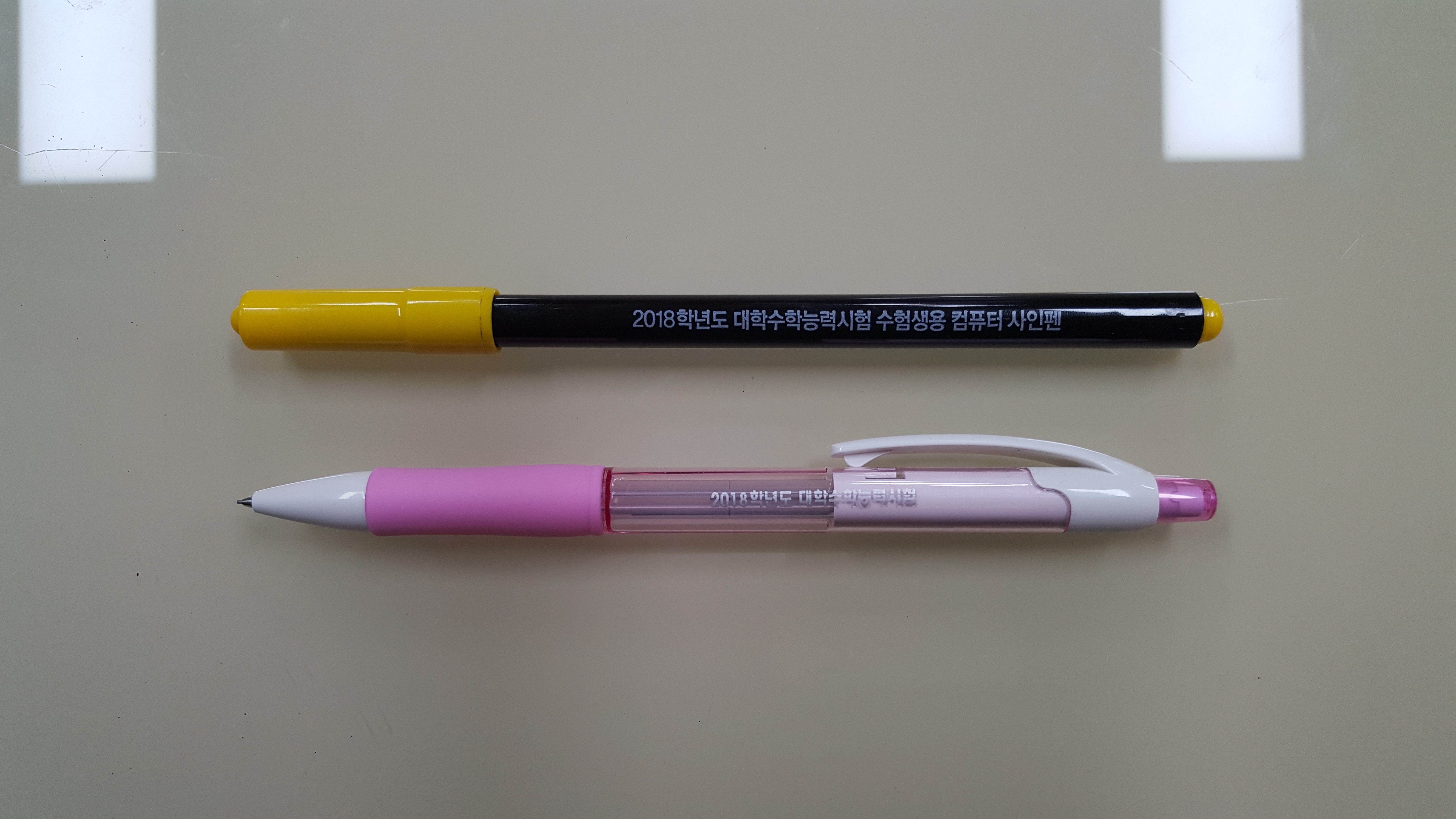
Un stylo et un portemine fournis pour l'examen de 2018.

Le test a lieu sur une journée unique commençant à 8h30 et finissant à 17h30.  Les dates exactes peuvent changer selon les années, mais oscillent entre le deuxième ou troisième jeudi de novembre.
Ni les étudiants ni les surveillants du test ne peuvent apporter de téléphones portables, de livres, de journaux, d'aliments ou tout autre matériel susceptible de distraire les autres candidats. Des détecteurs de métaux peuvent être utilisés pour détecter d'éventuelles triches.
Il est demandé aux surveillants de porter des chaussures ne faisant pas de bruit. La plupart des plaintes après le test concernent les actions des surveillants, comme le fait de parler, d'ouvrir les fenêtres, de rester debout devant leurs bureaux, de renifler, de cliquer sur leur souris, et de manger du chocolat. Les surveillants des tests sont prévenus de ne rien faire qui puisse distraire les étudiants de quelque façon que ce soit.

### Contenu
Le test est un questionnaire à choix multiples.
Les sujets de 2016 étaient : coréen, mathématiques, anglais, histoire de la Corée, études sociales/science/enseignement professionnel, et langue étrangère/hanja. Les étudiants peuvent choisir parmi tout ou une partie des sujets. Les sujets en mathématiques sont divisés en type Ga (가) et type Na (나). Les étudiants peuvent choisir parmi les tests proposés. 
L'histoire de la Corée est un sujet obligatoire, qui invalide l'ensemble des résultats si l'étudiant ne le fait pas.
Le sujet d'études sociales est divisé entre Vie et éthique, Éthique et pensée, géographie de la Corée (en), géographie du monde, histoire de l'Asie orientale, histoire globale, Droit et politique, Société et culture, et Économie. Les étudiants peuvent choisir deux sujets parmi ceux-ci. 
Dans la sections des sciences, les étudiants peuvent choisir parmi la physique 1, la chimie 1, la biologie 1, les sciences de la Terre 1, la physique 2, la chimie 2, la biologie 2, et les sciences de la Terre 2. Les étudiants peuvent choisir deux sujets parmi ceux-ci. 
L'enseignement professionnel est divisé entre la science agricole, l'industrie, le commerce, l'océanographie, et les arts ménagers. Les étudiants doivent choisir un sujet. Cependant, le sujet de l'enseignement professionnel ne peut être choisi que si l'étudiant a achevé 80% des études d'expert.
La langue étrangère est divisée entre l'allemand 1, le français 1, l'espagnol 1, le chinois 1, le japonais 1, le russe 1, l'arabe 1, le vietnamien basique, et les hanja 1. Les étudiants peuvent choisir un sujet.

### Après le test
À la sortie des élèves, ceux-ci piétinent parfois leurs manuels scolaires en signe de délivrance.
Les administrateurs rassemblent les tests, les scannent et les corrigent. La correction du test, qui comprend la confirmation des documentations et des notes, ainsi que l'impression des résultats, prend environ un mois. Cependant, des sites permettent de connaître à l'avance les résultats et de savoir si le test a été concluant ou non. 
70% des élèves reçus vont effectivement à l'université mais seuls 2% intègrent le « SKY », acronyme constitué des noms des trois meilleures universités coréennes : Université nationale de Séoul (Seoul National University), Université de Corée (Korea University) et Université Yonsei (Yonsei University). Intégrer une université du SKY permet à coup sûr d'avoir un poste dans un des chaebol, synonyme de grande réussite sociale.
Le test n'a lieu qu'une fois dans l'année, les personnes au rattrapage devant attendre l'année suivante pour repasser l'examen. Le pourcentage de rattrapage est d'environ 20%. Il peut être repassé plusieurs fois.

## Impact du test sur la société sud-coréenne

### Mobilisation du pays
Avant l'examen, les horaires des entreprises sont décalées pour laisser la priorité aux candidats dans les transports. Les effectifs de police sont mobilisés, certains étant même chargés de venir chercher les retardataires qui le demandent. 
Le test est pris très au sérieux et certaines tâches quotidiennes sont retardées le jour du test, : les marchés boursiers et les bureaux ouvrent plus tard que d'habitude et le trafic des bus et métros est augmenté pour éviter les embouteillages pouvant empêcher les élèves de se rendre à l'examen. Un service de taxi est fourni par certaines villes. Dans certains cas, les étudiants sont escortés par la police pour arriver à temps au suneung. « Le silence descend sur la capitale Séoul. » 
Durant l'examen, les avions ne décollent pas et n’atterrissent pas des aéroports proches des centres d'examen durant l'épreuve de langue qui a lieu en début d'après-midi,. Les poids-lourds et les transports en commun (bus, trains, métro) circulent à vitesse réduite et ne klaxonnent pas pour éviter le bruit. Les chantiers, fêtes et grands magasins sont priés de réduire leurs activités pour éviter le bruit.
D'autres élèves, plus jeunes ou nouvellement étudiants, ainsi que les familles de ceux passant l'examen se réunissent à l'extérieur des bâtiments pour encourager les candidats,, en distribuant des friandises.  
Les temples et églises sont plus fréquentés durant l'examen, notamment par les parents qui viennent y prier et faire des offrandes pour leurs enfants candidats,.

### Critiques de l'examen
De manière générale, l'enseignement en Corée du sud, reconnu pour son efficacité est aussi critiqué pour son côté compétitif mais le suneung est perçu comme inégalitaire et injuste. 
Dès les études primaires, les élèves se préparent à ce test et ce durant 12 ans. L’importance du test est rappelé par les enseignants : il détermine la voie et la réussite sociale future de chacun, échouer menant à une vie d'échec. La semaine de travail d'un élève coréen est de 50 heures par semaine, soit 16 heures de plus que la moyenne des pays de l’OCDE du fait des cours particuliers complémentaires. 
Certaines écoles proposent des activités extra-scolaires destinées à préparer le suneung. Les cours particuliers (hagwons), parfois dès la maternelle, sont courants pour permettre la réussite des élèves, ce qui représente un budget très important pour les familles. 80% des candidats sont passés par ces cours particuliers, qui représentent un marché de 20 milliards de dollars (2018). Il existe un classement des professeurs, certains étant millionnaires par leurs bénéfices. Ces cours creusent les inégalités entre les familles pouvant les payer et les autres. 
La pression des étudiants vis-à-vis du suneung est la cause de stress, dépression et suicide,,. Les enfants sont élevés en solitaire, la compétition envers ses amis est courante, accentuant le stress. La Corée du Sud a le plus haut taux de stress pour les adolescents parmi les pays de l'OCDE. Le taux de suicide d'adolescents y est le plus élevé au monde du fait de l'isolement et de la réduction du nombre de postes finalement disponibles.
Les jeunes coréens « jouent leur vie » avec ce test : sans ce test, il est impossible d'aller à l'université et d'obtenir un bon travail. La recherche d'un bon poste est le but à atteindre et il arrive que des enfants de 5 ans parlent des places qui payent le mieux. Cependant, intégrer une université ne permet pas non plus de garantir un poste, la concurrence continuant après le suneung. Le gouvernement étudie des méthodes pour permettre l'accès à l'université autrement qu'en passant cet examen (récompense pour des personnes engagées dans des actions bénévoles ou dans l'enseignement aux pairs).
La pression sociale et les coûts directs liés à l'examen seraient un des facteurs expliquant la très faible démographie de la Corée du sud.

## Programme
| Contenu du suneung |
| --- |
| - Langue nationale, 45 questions, 100 points au total, 80 minutes (08:40~10:00) - Mathématiques, 30 questions (dont 9 questions subjectives), 100 points au total, 100 minutes (10:30~12:10) - Type 'Ga': Calcul différentiel et intégral 2, Géométrie et vecteur, Probabilité et statistiques - Type 'Na': Mathématiques 2, Calcul différentiel et intégral 1, Probabilités et statistiques - Anglais, 45 questions (dont 17 questions d'écoute), 100 points au total, 70 minutes (13:10~14:20) - Histoire de la Corée & études sociales/sciences/enseignement professionnel, 20 questions chacun, 50 points chacun, 102 minutes (14:50~16:32) - Histoire de la Corée (sujet obligatoire) - Études sociales (2 sujets à choisir au maximum) - Éthique et pensée, Vie et éthique - Histoire globale, histoire de l'Asie de l'Est - Géographie de la Corée, géographie mondiale - Droit et politique, économie, Société et culture - Sciences (2 sujets à choisir au maximum) - Physique 1, Chimie 1, Biologie 1, Sciences de la Terre 1, Physique 2, Chimie 2, Biologie 2, Sciences de la Terre 2 - Enseignement professionnel (2 sujets à choisir au maximum) - Compréhension de l'agriculture, Techniques de l'agriculture de base, Industrie générale, Dessin de base, Économie commerciale, Principes de comptabilité, Compréhension de l'océanographie générale, Industrie de base de la pêche et du transport maritime, Développement humain, Compréhension de l'industrie des services de vie - Langues étrangères ou caractères chinois et classiques, 30 questions, 50 points total, 40 minutes (17:00~17:40) - Arabe, chinois, chinois classique, français, allemand, japonais, russe, espagnol, vietnamien (1 sujet au choix) |

## Nombre de candidats
- 1993 ~ 1997 (5e programme d'études)

| Année     | 1993 1er | 1993 2e | 1994    | 1995    | 1996    | 1997    |
| --------- | -------- | ------- | ------- | ------- | ------- | ------- |
| Candidats | 742 668  | 750 181 | 781 749 | 840 661 | 824 368 | 885 321 |
| Admis     | 716 326  | 726 634 | 757 488 | 809 867 | 795 338 | 854 272 |

- 1998 ~ 2003 (6e programme d'études)

| Année     | 1998    | 1999    | 2000    | 2001    | 2002    | 2003    |
| --------- | ------- | ------- | ------- | ------- | ------- | ------- |
| Candidats | 868 643 | 896 122 | 872 297 | 739 129 | 675 759 | 673 585 |
| Admis     | 832 223 | 868 366 | 850 305 | 718 441 | 655 384 | 642 583 |

- 2004 ~ 2015 (7e programme d'études, révision 2007, révision 2009)

| Année     | 2004    | 2005    | 2006    | 2007    | 2008    | 2009    | 2010    | 2011    | 2012    | 2013    | 2014    | 2015    |
| --------- | ------- | ------- | ------- | ------- | ------- | ------- | ------- | ------- | ------- | ------- | ------- | ------- |
| Candidats | 610 257 | 593 806 | 588 899 | 584 934 | 588 839 | 677 834 | 712 227 | 693 634 | 668 527 | 650 747 | 640 619 | 631 184 |
| Admis     | 574 218 | 554 345 | 551 884 | 550 588 | 559 475 | 638 216 | 668 991 | 648 946 | 620 723 | 606 813 | 594 617 | 585 332 |

- 2016 ~ 2020 (révision 2009, révision 2011)

| Année     | 2016    | 2017    | 2018 | 2019 | 2020 |
| --------- | ------- | ------- | ---- | ---- | ---- |
| Candidats | 605 988 | 593 527 |      |      |      |
| Admis     | 552 297 | 531 327 |      |      |      |

## Dans la culture
- Suneung, film sorti en 2012 dont l'histoire se passe autour de l'examen.